# Halve wind
Halve wind wordt bij zeilen de koers, de vaarrichting bedoeld, waarbij de wind loodrecht van opzij komt, hetzij van bakboord, hetzij van stuurboord. De koers die daarbij wordt gevaren heet een halfwindse koers. De windrichting staat bij halve wind tussen de 80 en 100 graden op de lengteas van de boot. Halve wind is de snelste koers die een langsgetuigd schip kan varen. 
Andere koersen ten opzichte van de wind zijn aan de wind, ruime wind en voor de wind. Recht tegen de wind in heet in de wind.

Halfwindse koers met zeil over bakboord
Halfwindse koers met zeil over stuurboord